# José Bertrán
José Bertrán y Musitu (Montpellier, 2 de febrero de 1875 - Barcelona, 11 de marzo de 1957) fue un abogado y político español, ministro de Gracia y Justicia durante el reinado de Alfonso XIII. Dirigente de la Lliga Regionalista, fue diputado a Cortes y subsecretario de Hacienda en el ministerio de Francisco Cambó. Durante la Guerra Civil apoyó al bando sublevado y ejerció como espía en el sur de Francia para la dictadura franquista. Se estima que sus informes facilitaron numerosos bombardeos, sabotajes y actos de terrorismo.

## Biografía
Nació en Montpellier en 1875. Antiguo carlista, tras militar en la Unió Regionalista será uno de los fundadores de la Lliga Regionalista —en 1901—. Bajo las siglas de esta formación participó en todas las elecciones celebradas entre 1905 y 1923 obteniendo en todas ellas acta de diputado por la circunscripción de Barcelona. Jefe del somatén de Barcelona, alentará el pistolerismo que sufrió la ciudad condal en los años previos a la dictadura del general Primo de Rivera. En junio de 1921 disparó contra un motorista en plena calle en la creencia de que iba a perpetrar un atentado contra su persona.
Por estas fechas trabajaba como asesor del Banco Hispano-Colonial.
La Lliga Regionalista comenzó a colaborar con el gobierno central, entrando en algunos gabinetes. El 8 de marzo de 1922 fue designado ministro de Gracia y Justicia en el gobierno presidido por José Sánchez Guerra, cargo que mantuvo hasta su dimisión el 1 de abril de ese mismo año. Habría dimitido de su puesto por considerar que Sánchez Guerra había restablecido «prematuramente» las garantías constitucionales en Cataluña, sin haberlo consultado previamente con sus ministros.
Al producirse el levantamiento militar contra la II República, marchó al exilio y se alineó con los sublevados. Desde Biarritz organizó una red de espionaje franquista en Cataluña que, desde diciembre de 1936 a febrero de 1938, se denominó el Servicio de Información de la Frontera del Norte de España (SIFNE). Más adelante, al unificarse todos los servicios de información del bando sublevado, el SIFNE se integró en el Servicio de Información y Policía Militar (SIPM). El SIFNE lograría establecer una importante red de espionaje en Cataluña y Barcelona, en la retaguardia republicana.
Tras el final de la contienda se centró en el mundo de los negocios.

## Familia
José Bertrán contrajo matrimonio con María Cristina Güell López, con la que tendría varios hijos: Felipe, José, etc.
Su hermana estuvo casada con Domingo Sert Badía, destacado empresario catalán.

## Obras
- —— (1940). Experiencias de los Servicios de información del nordeste de España (S.I.F.N.E.) durante la guerra. Ed. Espasa-Calpe.